# Andranik Tangian
Andranik Semovich Tangian (Melik-Tangyan) (russisch Андраник Семович Тангян (Мелик-Тангян)) (* 29. März 1952 in Moskau) ist ein russisch-deutscher Mathematiker, politischer Ökonom und Musiktheoretiker.
Tangian ist bekannt für seine Mathematische Theorie der Demokratie und die Erfindung der Drittstimme-Wahlmethode. Er hat sich auch als Kritiker der Flexicurity-Beschäftigungsstrategie, mit der Methode zur Konstruktion von Zielfunktionen für Entscheidungsmodelle in der politischen Praxis einen Name gemacht. Außerdem hat er in seiner Zeit die Entwicklung aktueller Modelle der künstlichen Wahrnehmung in der Musik wesentlich vorangetrieben.
Er ist Professor am Institut für Volkswirtschaftslehre (ECON) des Karlsruher Instituts für Technologie.

## Leben und Beruf
Andranik Tangian wurde am 29. März 1952 in Moskau, Sowjetunion, geboren.
Nach Abschluss der Fakultät für Mechanik und Mathematik der Lomonossow-Universität Moskau 1974 arbeitete Tangian an der Gubkin-Universität für Erdöl und Gas und dem Zentralen ökonomisch-mathematischen Institut (ZEMI) der Akademie der Wissenschaften der UdSSR, wo er 1979 in Mathematik promovierte.
Später arbeitete er als Assistent an der Russischen Akademie für Volkswirtschaft und dem Rechenzentrum der Akademie der Wissenschaften der UdSSR, an welchem er 1989 in Mathematik auch habilitiert wurde.
Als autodidaktischer Komponist debütierte er 1977 mit Orchestermusik für das Theaterstück Das letzte Trimester am Russischen Akademischen Jugendtheater
und besuchte danach zwei Jahre lang die Klasse von Edisson Denissow am Moskauer Konservatorium. Im Rechenzentrum der Akademie der Wissenschaften organisierte Tangian das erste sowjetische Seminar für Computermusik und kooperierte hierzu mit dem Komponistenverband der Sowjetunion.
Auf Einladung von Josef Gruber verbrachte Tangian das akademische Jahr 1990/91 an der Fernuniversität Hagen, wo er seine erste Monographie über die mathematische Theorie der Demokratie veröffentlichte.
Während der nächsten zwei Jahre war Tangian Gastprofessor/Forscher am Computermusik-Studio ACROE-LIFIA des Grenobler Instituts für Technologie, wo er die Monografie Artificial Perception and Music Recognition verfasste. Parallel dazu unterrichtete er Mathematik an der Université Paris 1 Panthéon-Sorbonne.
Von 1993 bis 2002 leitete Tangian ein Projekt der Deutschen Forschungsgemeinschaft (DFG) zur Konstruktion von Zielfunktionen für ökonometrische Entscheidungsmodelle an der FernUniversität Hagen.
1998 erhielt er die deutsche Habilitation in mathematischer Ökonomie und wurde Privatdozent.
Von 2003 bis 2017 arbeitete Tangian an der Hans-Böckler-Stiftung in Düsseldorf, wo er Leiter des Referats „Policy Modeling“ wurde und über die europäische Beschäftigungspolitik forschte. Dazu erschien das Buch Flexicurity and Political Philosophy.
Gleichzeitig leitete er am Karlsruher Institut für Technologie (KIT) den Universitäts-Kurs Entscheidungsfindung in Politik und Wirtschaft. Am KIT wurde Tangian 2008 erneut in allgemeiner Volkswirtschaftslehre umhabilitiert und 2009 zum Professor ernannt. Auf der Grundlage dieses Kurses hat Tangian zwei Monographien zur mathematischen Theorie der Demokratie veröffentlicht
und Experimente mit der alternativen Drittstimme-Wahlmethode organisiert.

## Werke

### Mathematische Theorie der Demokratie
Durch die Kombination der Ansätze der Sozialwahltheorie und Neuen politischen Ökonomie untersucht Tangians Theorie mathematisch das grundlegende Konzept moderner Demokratien – das der politischen Repräsentation.
Zu diesem Zweck werden mehrere Repräsentativitätsindizes eingeführt und sowohl für die theoretische Analyse als auch für Anwendungen verwendet.

### Drittstimme Wahlmethode
Die im Rahmen der mathematischen Theorie der Demokratie entwickelte Methode geht davon aus, dass die Wähler nicht namentlich für die Kandidaten stimmen, sondern Ja/Nein-Antworten auf politische Fragen aus den Kandidatenmanifesten geben.
Das so ermittelte Gleichgewicht der öffentlichen Meinung zu diesen Themen wird dann verwendet, um die repräsentativsten Kandidaten zu finden und das repräsentativste Parlament zu bilden.

### Entscheidungstheorie
Für Entscheidungsmodelle hat Tangian mehrere Methoden zur Konstruktion von Zielfunktionen (= zusammengesetzte Indizes, die die Präferenzen der Entscheidungsträger verkörpern) entwickelt.
Sie halfen unter anderem dabei, die Budgetverteilung an 16 westfälischen Hochschulen und die Europagrants an 271 deutsche Regionen zum Ausgleich der Arbeitslosenquote zu optimieren.

### Flexicurity
Tangians zehn empirische Modelle von Flexicurity – der europäischen Politik, die die Flexibilisierung der Beschäftigung durch Maßnahmen der sozialen Sicherheit kompensieren soll – zeigen, dass sie die Erwartungen nicht erfüllt. Alternativ werden die im Rahmen dieser Studien entwickelten Jobqualitätsindikatoren
für die Arbeitsplatzsteuer vorgeschlagen, die – analog zur Ökosteuer – Arbeitgeber für schlechte Arbeitsbedingungen als „soziale Verschmutzung“ belasten sollen.

### Ungleichheit
Die aktuelle Zunahme der Ungleichheit wird laut Tangian unter anderem durch eine Produktivitätssteigerung verursacht, die es ermöglicht, Arbeiter in sogenannten „Arbeitsäquivalenten“ unterzubezahlen – und trotzdem den Eindruck fairer Löhne zu wahren – und die oberen Schichten der Gesellschaft mit dem zusätzlichen Gewinn zu bereichern.

### Künstliche Wahrnehmung und automatische Notation von Musik
Der Ansatz setzt Tangians Prinzip der Korrelativität der Wahrnehmung zur Strukturierung von Daten ohne Kenntnis der Strukturen um, die auf speichersparenden Datendarstellungen basiert.
Dieses Modell wird für polyphone Stimmentrennung / Akkorderkennung und Tempoverfolgung bei variablem Tempo verwendet.

### Modellierung der Interpretation
Tangian hat vorgeschlagen, den Musiktext nach Segmentfunktionen zu segmentieren und die Segmente unter Verwendung von Tempo-Hüllkurven, Dynamik und anderen Ausführungstechniken anzuzeigen. All dies wird in einer bedingten „Orchesterpartitur“ dargestellt.
Diese Idee wird auch auf die Theateraufführung und ihre Notation angewendet.

### Algorithmische Komposition
In den 2000er Jahren hat Tangian Algorithmen entwickelt, um rhythmische Kanons und Fugen zu finden (= polyphone Strukturen, die durch ein oder zwei rhythmische Muster erzeugt werden, die in ihrem Zusammenspiel einen regelmäßigen Pulsschlag erzeugen, jedoch ohne gleichzeitliche Ereignisse von verschiedenen Stimmen).
Als Harmoniealgorithmen wurden 2D- und 3D-Proximity-Maps für Dur- und Moll-Tonarten und Akkorde entwickelt.

## Familie
Tangian gehört zur armenischen Adelsfamilie Melik-Tangyan, die seit dem 10. Jahrhundert in armenischen Chroniken erwähnt wird. Tangians Vater, Sema Tanguiane, war von 1975 bis 1987 stellvertretender Generaldirektor der UNESCO für Bildung. Die Mutter Augusta Moussatova war Universitätslehrerin für Spanisch.
Andranik Tangian lebt mit seiner Frau Olga Trifonova, der Tochter des sowjetischen Schriftstellers Juri Trifonow, in Düsseldorf. Das Ehepaar hat drei Kinder: Ekaterina, Nina Römer und Mikhail.